# Polissoir de Mérinville
Le polissoir de Mérinville est un polissoir situé à Mérinville, dans le département du Loiret, en région Centre-Val de Loire.

## Situation
Le polissoir est situé à Mérinville, dans le Nord-Est du département du Loiret, dans la région naturelle du Gâtinais français, sur l'axe Pers-en-Gâtinais - Ervauville, dans la forêt d'Ervauville, bois de Mérinville, près des étangs. Il est à quelques décamètres à l'ouest de la digue montée à l'ouest du lac de la Roche, le plus près au sud de la rue du menhir de Pers-en-Gâtinais, à environ 200 m de la lisière ouest de la forêt.

## Description
Le polissoir est une très grande dalle de grès d'environ 1 m de haut, aux contours irréguliers car partiellement enfouis, et comporte 11 rainures, dont huit avec une arête de fond visible, une grande cuvette et quatre surfaces polies. La dalle de grès est entourée de terriers creusés dessous.

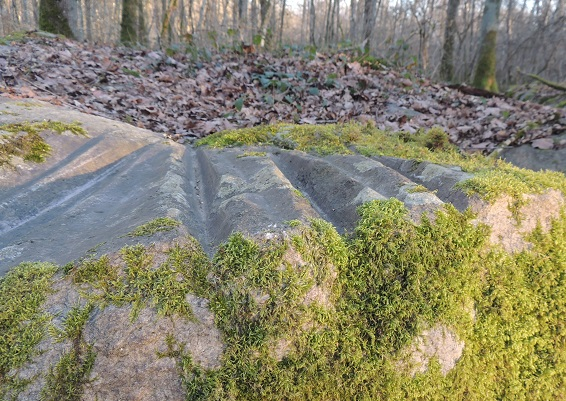
Alternance des stries à arête de fond et des zones de polissage
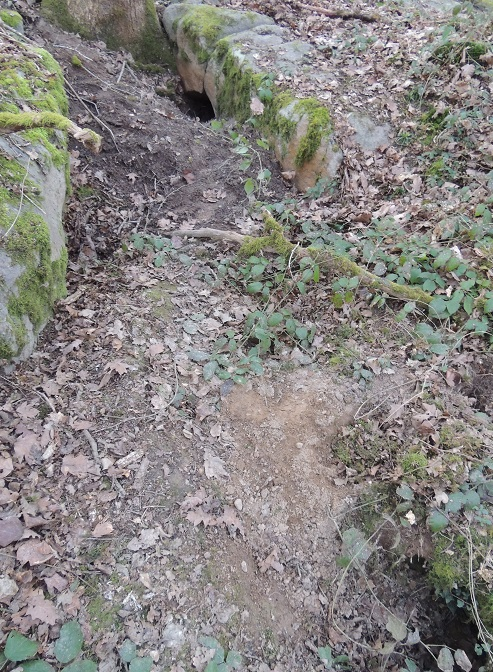
Les terriers creusés sous la dalle